# Hasse Thomsén
Pour les articles homonymes, voir Thomsen.
Hasse Thomsén est un boxeur suédois né le 27 février 1942 à Göteborg et mort le 26 avril 2004.

## Carrière
Il remporte aux Jeux olympiques d'été de 1972 à Munich la médaille de bronze dans la catégorie poids lourds.

## Palmarès

### Jeux olympiques
- Médaille de bronze en +81 kg aux Jeux de 1972 à Munich, Allemagne